# Helen Kirkpatrick
Helen Kirkpatrick (18 de octubre de 1909 a 29 de diciembre de 1997) fue una corresponsal de guerra estadounidense durante la Segunda Guerra Mundial.

## Primeros años y carrera pre Segunda Guerra Mundial
Nació en Rochester, Nueva York, se graduó de la The Masters School en Dobbs Ferry, Nueva York y en la universidad de Smith en 1931 y también obtuvo una Licenciatura en Derecho Internacional por la Universidad de Ginebra y por el Instituto Universitario de Altos Estudios Internacionales. Al regresar a Nueva York trabajó en Macy donde conoció a su primer marido, Victor H. Polachek, Jr. En 1935 regresó a Europa a trabajar como reportera del New York Herald Tribune, en Francia; y después de mudarse, en 1937, al Reino Unido trabajado como reportera independiente de varios periódicos, incluyendo  El Manchester Guardian La Daily Telegraph, así como en el New York Herald Tribune. Durante la Crisis de Múnich, fue temporalmente, una corresponsal diplomática para el Sunday Times.
Durante su período en Londres, Kirkpatrick, junto con otros dos periodistas - Victor Gordon-Lennox y Graham Hutton - publicaron en un periódico semanal, The Whitehall Noticias", que fue firmemente anti-apaciguamiento y en oposición a la dictaduras en Alemania e Italia. Entre los políticos que leen  The Whitehall Noticias  eran el entonces secretario de Relaciones Exteriores británico, Anthony Eden (que luego de dimitir por la actitud del gobierno británico al apaciguamiento) y Winston Churchill. Kirkpatrick amplió sus puntos de vista anti-apaciguamiento en dos libros publicados en 1938 y 1939 -  Esto Paz Terrible  y  Bajo el paraguas británico: Lo que el Inglés son y cómo se va a la guerra .

## Segunda Guerra Mundial
En 1939 se convirtió en Kirkpatrick una reportera del Chicago Daily News. El titular del periódico, Frank Knox le dijo "No tenemos mujeres en el personal" a lo que Kirkpatrick respondió: "No puedo cambiar mi sexo. Pero usted puede cambiar su política." Knox la contrató. Su primera asignación para el impreso, fue entrevistar al duque de Windsor, bien conocido por no dar entrevistas. Kirkpatrick logró concertar una reunión con el duque, quien explicó a ella que él no daba entrevistas, pero no tenía objeción a entrevistarlo ella. Esto dio lugar a la primera pieza bajo su firma periodística, es una entrevista de ella por el duque de Windsor.
Kirkpatrick se quedó en el Chicago Daily News durante toda la guerra. Ella tuvo su sede en Londres e informó sobre la Londres Blitz y en 1943 acompañó al Ejército de Estados Unidos a Argelia y al teatro Mediterráneo. Al regresar a Inglaterra acompañó a las fuerzas estadounidenses durante la La invasión de Normandía en junio de 1944 antes de que se uniera a las Fuerzas Francesas Libres, la primera corresponsal de guerra que se lo asigna. En agosto de 1944 se montó con los tanques del general Leclerc 2.ª División Blindada como la división liberó París.
Su última misión de guerra era visitar Berchtesgaden - refugio de montaña de Hitler en Baviera, de donde se informa que ella robó una sartén de la cocina.

## Carrera después de la Guerra
Para 1946 Kirkpatrick había salido del Chicago Daily News y se unió al New York Post para que el periódico, cubrió los Juicios de Núremberg, y realizó una de las primeras entrevistas con Jawaharlal Nehru, la primera ministra de la India.
Dejó el periodismo para trabajar como oficial de información para el Plan Marshall antes de regresar a Washington D. C. para trabajar para el Departamento de Estado entre 1949 y 1953, Kirkpatrick finalmente se convirtió en secretaria del Presidente de Smith College, su alma mater.
Después de su jubilación, ella estaba comprometida en una serie de actividades cívicas, muchas de los cuales fueron en nombre del Partido Demócrata.

## Vida personal y muerte
Kirkpatrick se divorció de su primer marido, Víctor Polachek, en 1936, y en 1954 se casó con Robbins Milbank, miembro del consejo de la universidad de Smith. Ella permaneció casada con Milbank hasta su muerte en 1985.
Después de su retiro, Kirkpatrick murió en Williamsburg, Virginia, el 29 de diciembre de 1997.

## Honores
Por sus servicios en tiempos de guerra, Kirkpatrick fue galardonada con la Medalla de la Libertad, la Legión de Honor francesa y Médaille de la française Reconocimiento y después con el Premio al Servicio Público Rockefeller por su trabajo para el gobierno de Estados Unidos.